# Duško Savanović
Dusko Savanović (Belgrad, Sèrbia, 5 de setembre de 1983) és un exjugador de Basquetbol serbi. La temporada 2010/11 va jugar al Club Basket València